# Jim Nussle
James Allen Nussle, detto Jim (Des Moines, 27 giugno 1960), è un politico e avvocato statunitense, membro della Camera dei Rappresentanti per lo stato dell'Iowa dal 1991 al 2007 e collaboratore dell'amministrazione Bush fra il 2007 e il 2009.

## Biografia
Di origini danesi, Nussle nacque in Iowa e studiò legge fino a divenire avvocato. Qualche anno dopo entrò in politica con il Partito Repubblicano e nel 1990 si candidò alla Camera dei Rappresentanti, venendo eletto.
Nussle venne riconfermato dagli elettori fino al 2006, anno in cui lasciò il Congresso per concorrere alla carica di governatore dell'Iowa. Tuttavia Nussle perse contro l'avversario democratico Chet Culver.
L'anno seguente il Presidente George W. Bush nominò Nussle come sostituto di Rob Portman alla carica di direttore dell'Ufficio per la Gestione e il Bilancio all'interno della Casa Bianca; Nussle mantenne l'incarico fino alla scadenza del mandato presidenziale di Bush.